# Stichting Bio Kinderrevalidatie

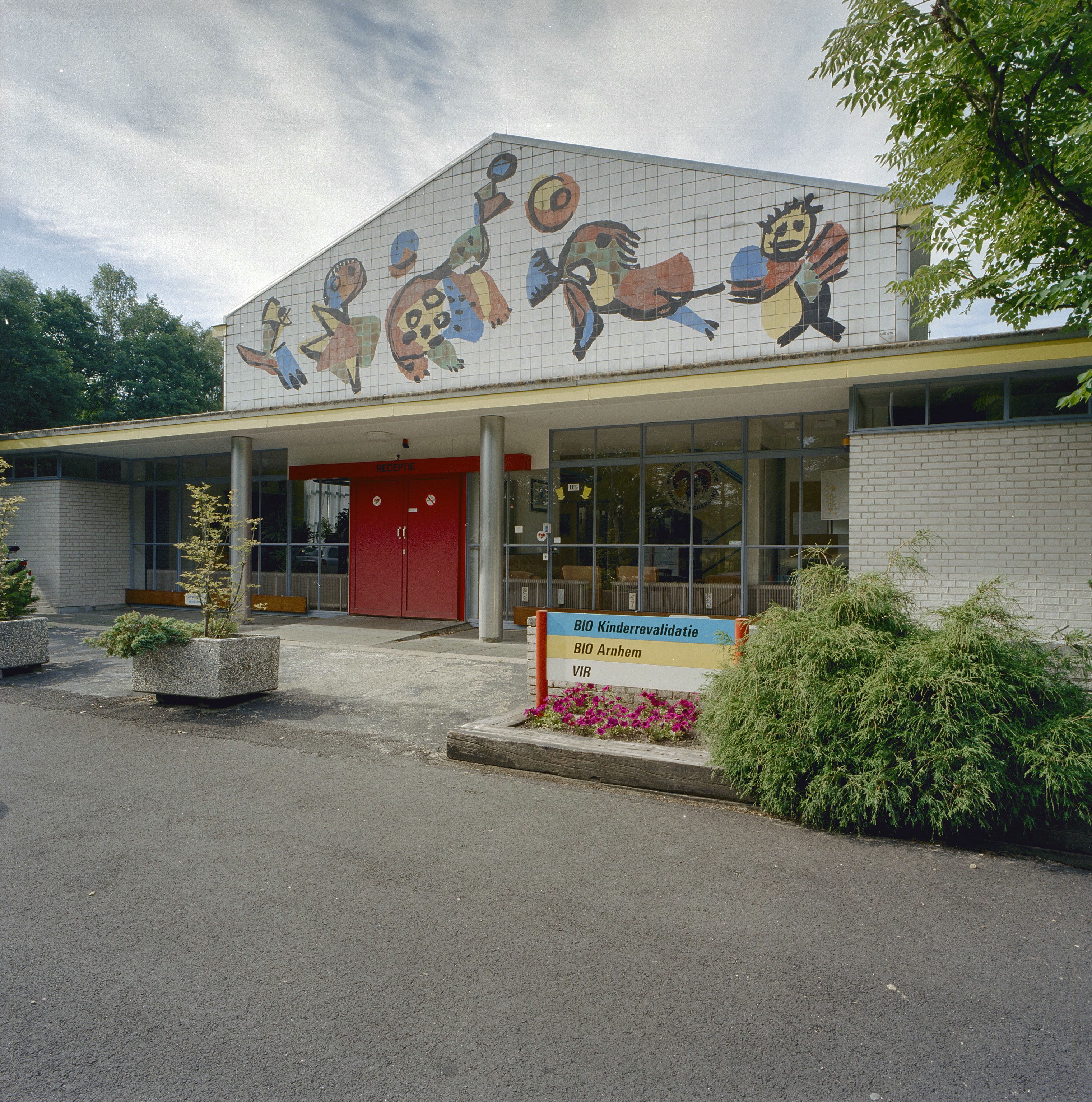
Voorgevel van het Bio Vakantieoord met de kenmerkende muurschildering van Karel Appel

Stichting Bio Kinderrevalidatie is de statutaire naam van het Bio Vakantieoord, een vakantiepark voor gezinnen met meervoudig gehandicapte kinderen. De stichting is in 1927 opgericht als Stichting Bio-Vacantieoord door de toenmalige bioscoopbond. De stichting was tot de jaren negentig een revalidatiecentrum voor kinderen in een bosrijk gebied in Arnhem. Het genoot naamsbekendheid in heel Nederland, doordat er in de bioscopen tijdens het voorprogramma vaak een collectebus hiervoor rondging. 

## Geschiedenis
De stichting exploiteerde sinds 1931 in Bergen aan Zee reeds een vakantieoord voor ziekelijke kinderen en kinderen uit arme gezinnen, de "Bleekneusjes". Het revalidatiecentrum in Arnhem werd opgezet voor de behandeling van poliopatiëntjes. Het centrum was ontworpen door de architecten J.J.P. Oud en zijn zoon Hans Oud.
In 1959 werd het centrum in gebruik genomen als revalidatiecentrum voor kinderen, omdat de behoefte aan een centrum voor de behandeling van poliopatiënten was afgenomen.
Op Bio kwamen patiënten revalideren om te leren leven met hun handicap en zich voor te bereiden op de toekomst. Bio Kinderrevalidatiecentrum had 100 gespecialiseerde medewerkers die begeleiding gaven aan gehandicapte kinderen. Bio had naast de kinderrevalidatie ook een eigen mytylschool, op eigen terrein gebouwd en later uitgebreid tot een grote moderne school, die in 1980 opgeleverd werd. 
Verder ontwikkelde Bio een aantal afdelingen op het terrein: een eigen manege, orthopedische werkplaats (genaamd naar Gipshut, later overgenomen door O.I.M.), een tuindienst om milieuvoorzieningen op het terrein te onderhouden, en enkele internaten waar gehandicapte kinderen overnachtten. Op een internaat (paviljoen) werkten zes medewerkers als groepsleider met een groep van acht kinderen om zelfstandigheid te bevorderen evenals redzaamheid in het huiselijke en maatschappelijke leven. Op Bio konden gehandicapte kinderen naast therapieën (fysiotherapie, ergotherapie en logopedie) medische voorzieningen gebruiken om klachten te verhelpen, gepaard aan een bezoek aan de betreffende revalidatiearts. Bio had ook een speciale voorziening voor de ouders van het gehandicapte kind, voor overnachting en verblijf op het terrein. Verder was op het Bio-terrein ook een technische dienst voor reparaties en klussen, zoals reparatie van hulpmiddelen als rolstoelen en scootmobielen.

### Na 1992

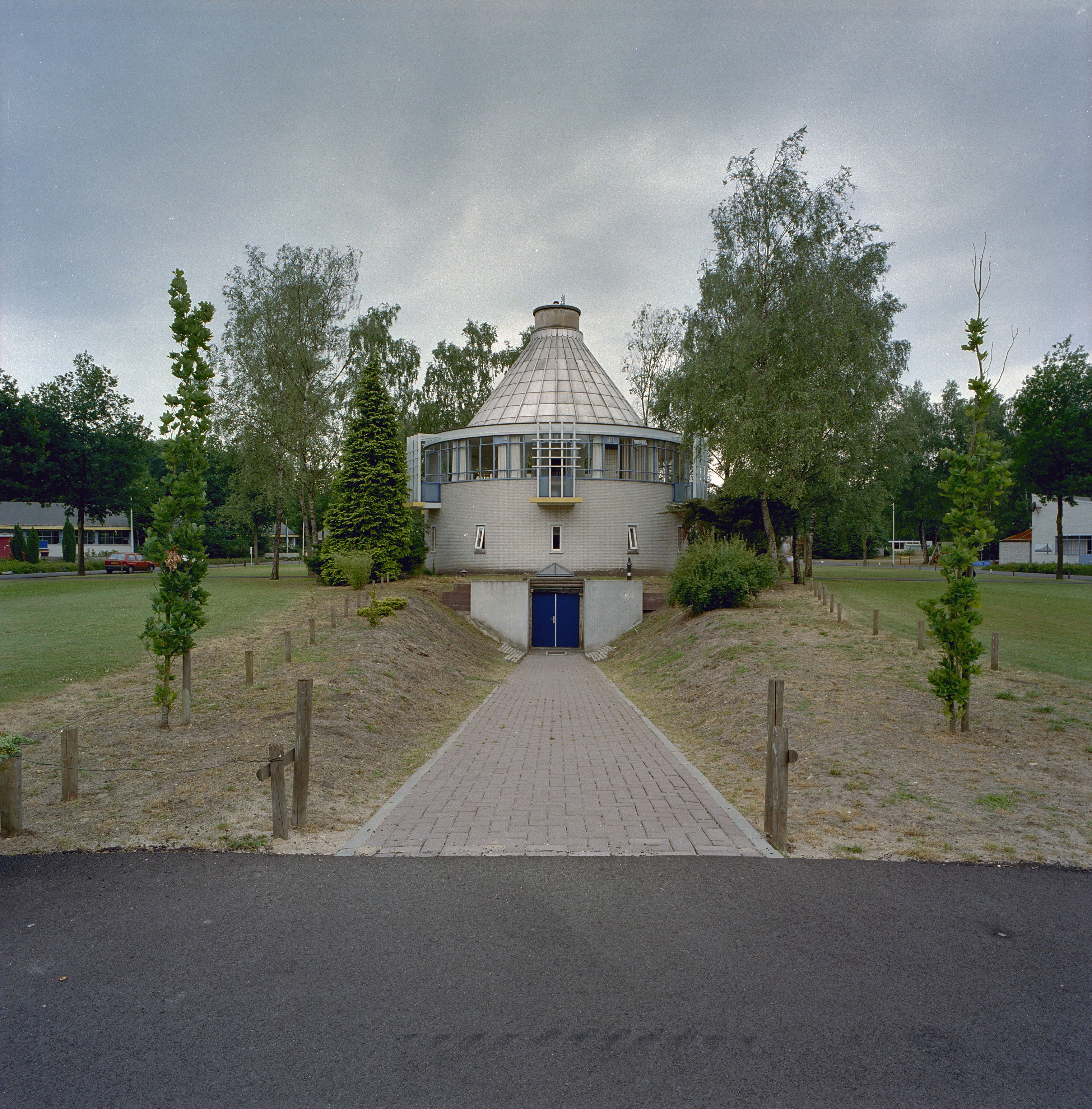
Voormalig ketelhuis, tegenwoordig in gebruik als snoezelkamer

Na 1992 besloot Bio te fuseren met collega-revalidatiecentra in Arnhem: Klimmendaal en de Johanna Stichting. De revalidatie is later onder de naam RMC Groot Klimmendaal zelfstandig voortgezet. De Bio Mytylschool fuseerde met ander mytylscholen: RSA en Johanna Stichting Mytylschool, onder één naam: Scholen Gemeenschap Mariëndael.
Op dit moment bestaat Bio als stichting Bio Kinderrevalidatie met als belangrijkste functie een vakantiepark voor gezinnen en groepen met (meervoudig) gehandicapte kinderen, op het terrein aan de Wekeromseweg in Arnhem. Daarnaast biedt Bio ook allerlei activiteiten op het terrein voor die gehandicapte vakantiegangertjes en ook is mogelijk dat ze met groepen een uitstapje maken met een aangepaste huifkar in de omgeving van Arnhem.
In 2006 breidde de stichting haar vakantieoord uit en zette ze een wetenschappelijk kenniscentrum op, in samenwerking met het Wilhelmina Kinderziekenhuis te Utrecht. Binnen het kenniscentrum wordt informatie vergaard op het gebied van de hersenplasticiteit, het vermogen van kinderhersenen om voor bepaalde schade te compenseren. Op basis van deze kennis kunnen kinderen met een motorische handicap leren zelf een oplossing te vinden voor de problemen die zij in het dagelijks leven tegenkomen.
Op het terrein van het Bio-vakantieoord bevindt zich ook de Stichting Nationaal Centrum Paardrijden Gehandicapten (NCPG). Deze manege legt zich geheel toe op recreatief en therapeutisch paardrijden voor gehandicapten en werkt zeer nauw samen met Stichting Bio Kinderrevalidatie.